# Zdice
Zdice är en stad i Tjeckien.   Den ligger i regionen Mellersta Böhmen, i den centrala delen av landet, 40 km sydväst om huvudstaden Prag. Zdice ligger 263 meter över havet och antalet invånare är 3 816.
Terrängen runt Zdice är platt söderut, men norrut är den kuperad. Zdice ligger nere i en dal. Runt Zdice är det ganska glesbefolkat, med 42 invånare per kvadratkilometer. Närmaste större samhälle är Beroun, 8,9 km nordost om Zdice. Trakten runt Zdice består till största delen av jordbruksmark.